# 谢里登 (科罗拉多州)
谢里登（英語：Sheridan），是美国科罗拉多州阿拉珀霍县下属的一座城市。建市于1890年4月1日，面积大约为2.283平方英里（5.914平方公里）。根据2010年美国人口普查，该市有人口5,664人。2011年估计该市有人口5,791人，相比2010年人口增长率为2.24%。同时，论人口该市是科罗拉多州第67大城市。